# Telecomunicações do Azerbaijão
A rede de telecomunicações do Azerbaijão é regulada pelo estado. O Ministério das Comunicações e Tecnologias de Informação do segundo período de independência do Azerbaijão assegura um monopólio nas linhas de telefonia fixa internacionais e locais da Telecom do Azerbaijão (Aztelekom).

## Estatísticas

### Telefonia
- Telefones fixos: 1,734 milhões (2012)
- Telefones celulares: 10,125 milhões (2012)
- Código de país: +994

### Radiodifusão
- AM: 10 (1998)
- FM: 7 (1998)
- Ondas curtas: 2 (1998)

### Televisão
- Canais estatais: 3 (2010)
- Canais públicos: 1 (2010)
- Canais privados: 3 (2003)
- Canais locais: 3 (2003)
- Televisões: 2,5 milhões (2009)

### Internet
- Código do país na Internet: .az
- Número de sites: 46,856 (2012)
- Usuários: 2,420 milhões (2009)